# Herbert Rudley
Herbert Rudley (Filadelfia, 22 marzo 1910 – Los Angeles, 9 settembre 2006) è stato un attore statunitense.
Per il cinema conseguì dal 1940 al 1981 più di 20 partecipazioni mentre per gli schermi televisivi diede vita a numerosi personaggi in oltre 80 produzioni dal 1950 al 1982. Fu accreditato anche con i nomi Herb Rudlet e Herb Rudley.

## Biografia
Herbert Rudley nacque a Filadelfia, in Pennsylvania, il 22 marzo 1910. Dopo aver vinto una borsa di studio al Repertory Theater di Eva Le Gallienne, iniziò a lavorare come attore in teatro e fece parte di diverse produzioni a Broadway fin dagli anni trenta. Fece il suo debutto al cinema nel 1940 nel film Abramo Lincoln in Illinois interpretando il ruolo di Seth Gale.
Agli inizi degli anni cinquanta cominciò a lavorare per la televisione per la quale fu interprete di diversi personaggi per serie televisive, tra cui Sam Brennan in 37 episodi della serie The Californians dal 1957 al 1958, il dottor Chandler in tre episodi della serie The Bob Cummings Show dal 1957 al 1959, il tenente della polizia Gentry in 27 episodi della serie Michael Shayne dal 1960 al 1961, il dottor Eugene Twombly in due episodi della serie The Beverly Hillbillies nel 1963, il generale Crone in 26 episodi della serie Mona McCluskey dal 1965 al 1966, Herb Hubbard in 56 episodi della serie The Mothers-In-Law dal 1967 al 1969 e Howard Barker in quattro episodi della serie Dallas nel 1981. Interpretò inoltre numerosi altri personaggi minori in molti episodi di serie televisive collezionando diverse apparizioni come guest star dagli anni cinquanta agli inizi degli anni ottanta.
Il grande schermo lo vide interprete di diversi personaggi tra cui quello di Ira Gershwin in Rapsodia in blu  del 1945, del sergente  Eddie Porter in Salerno ora x del 1945, del capitano Benteen  in L'ultima battaglia del generale Custer del 1958 e dell'imperatore Tiberio in Il grande pescatore del 1959.
L'ultimo suo ruolo per gli schermi televisivi fu quello di  Mr. Chadwick per la serie House Calls interpretato nell'episodio The Weatherbys Ride Again trasmesso il 24 maggio 1982. Per il cinema recitò invece per l'ultima volta nel 1981 quando interpretò Robert nel film Forever and Beyond.
Morì a Los Angeles, in California, il 9 settembre 2006.

## Filmografia

### Cinema
- Abramo Lincoln in Illinois (Abe Lincoln in Illinois), regia di John Cromwell (1940)
- La settima croce (The Seventh Cross), regia di Fred Zinnemann (1944)
- Il matrimonio è un affare privato (Marriage Is a Private Affair), regia di Robert Z. Leonard (1944)
- Traditori (The Master Race), regia di Herbert J. Biberman (1944)
- Milioni in pericolo (Brewster's Millions), regia di Allan Dwan (1945)
- Rapsodia in blu (Rhapsody in Blue), regia di Irving Rapper (1945)
- Salerno ora x (A Walk in the Sun), regia di Lewis Milestone (1945)
- Inganno (Decoy), regia di Jack Bernhard (1946)
- Casbah, regia di John Berry (1948)
- Jim lo sfregiato (Hollow Triumph), regia di Steve Sekely (1948)
- Giovanna d'Arco (Joan of Arc), regia di Lewis Milestone (1948)
- Il calice d'argento (The Silver Chalice), regia di Victor Saville (1954)
- Artisti e modelle (Artists and Models), regia di Frank Tashlin (1955)
- Il giullare del re (The Court Jester), regia di Melvin Frank e Norman Panama (1955)
- Il marchio del bruto (Raw Edge), regia di John Sherwood (1956)
- Quel certo non so che (That Certain Feeling), regia di Melvin Frank e Norman Panama (1956)
- Il sonno nero del dottor Satana (The Black Sleep), regia di Reginald Le Borg (1956)
- I giovani leoni (The Young Lions), regia di Edward Dmytryk (1958)
- Bravados (The Bravados), regia di Henry King (1958)
- L'ultima battaglia del generale Custer (Tonka), regia di Lewis R. Foster (1958)
- Il grande pescatore (The Big Fisherman), regia di Frank Borzage (1959)
- I ribelli del Kansas (The Jayhawkers!), regia di Melvin Frank (1959)
- Adorabile infedele (Beloved Infidel), regia di Henry King (1959)
- Duello tra le rocce (Hell Bent for Leather), regia di George Sherman (1960)
- Il grande impostore (The Great Impostor), regia di Robert Mulligan (1961)
- Lo sceriffo scalzo (Follow That Dream), regia di Gordon Douglas (1962)
- Ricominciare ad amarsi ancora (Falling in Love Again), regia di Steven Paul (1980)
- Forever and Beyond, regia di Thomas Flood (1981)

### Televisione
- The Philco Television Playhouse – serie TV, un episodio (1950)
- Robert Montgomery Presents – serie TV, 4 episodi (1950-1953)
- Lux Video Theatre – serie TV, 3 episodi (1950-1957)
- Kraft Television Theatre – serie TV, 2 episodi (1951-1952)
- Lights Out – serie TV, episodio 3x22 (1951)
- The Web – serie TV, 2 episodi (1951)
- Studio One – serie TV, un episodio (1951)
- The Big Story – serie TV, un episodio (1951)
- You Are There – serie TV, 7 episodi (1953-1957)
- Frida (My Friend Flicka) – serie TV, episodi 1x12-1x20 (1955-1956)
- Letter to Loretta – serie TV, 2 episodi (1955-1956)
- The First Mintmaster – film TV (1955)
- The Pirate and the Lawyer – film TV (1955)
- The Pepsi-Cola Playhouse – serie TV, un episodio (1955)
- Scienza e fantasia (Science Fiction Theatre) – serie TV, episodio 1x08 (1955)
- The Farmer from Monticello – film TV (1955)
- The George Burns and Gracie Allen Show – serie TV, 2 episodi (1956-1957)
- Navy Log – serie TV, episodi 1x29-2x27 (1956-1957)
- Gunsmoke – serie TV, 2 episodi (1956-1957)
- I segreti della metropoli (Big Town) – serie TV, un episodio (1956)
- Matinee Theatre – serie TV, 2 episodi (1956)
- Il conte di Montecristo (The Count of Monte Cristo) – serie TV, un episodio (1956)
- Playhouse 90 – serie TV, un episodio (1956)
- Wire Service – serie TV, episodio 1x07 (1956)
- The Californians – serie TV, 37 episodi (1957-1958)
- The Bob Cummings Show – serie TV, 3 episodi (1957-1959)
- Cavalcade of America – serie TV, un episodio (1957)
- Telephone Time – serie TV, episodio 2x27 (1957)
- Boots and Saddles – serie TV, un episodio (1957)
- Casey Jones – serie TV, un episodio (1957)
- Indirizzo permanente (77 Sunset Strip) – serie TV, 2 episodi (1958-1959)
- Il tenente Ballinger (M Squad) – serie TV, 2 episodi (1958-1960)
- Perry Mason – serie TV, 4 episodi (1958-1962)
- Suspicion – serie TV, un episodio (1958)
- Jane Wyman Presents The Fireside Theatre – serie TV, un episodio (1958)
- Have Gun - Will Travel – serie TV, episodio 1x25 (1958)
- Mike Hammer – serie TV, 2 episodi (1958)
- The Texan – serie TV, episodio 1x06 (1958)
- Flight – serie TV, 2 episodi (1958)
- The Rifleman – serie TV, 2 episodi (1959-1960)
- Disneyland – serie TV, un episodio (1959)
- The Third Man – serie TV, un episodio (1959)
- Border Patrol – serie TV, un episodio (1959)
- Wichita Town – serie TV, episodio 1x01 (1959)
- General Electric Theater – serie TV, episodio 8x05 (1959)
- Lawman – serie TV, un episodio (1959)
- Men Into Space – serie TV, episodio 1x08 (1959)
- Maverick – serie TV, episodio 3x12 (1959)
- Michael Shayne – serie TV, 27 episodi (1960-1961)
- Laramie – serie TV, 2 episodi (1960-1962)
- Mr. Lucky – serie TV, episodio 1x16 (1960)
- Markham – serie TV, un episodio (1960)
- Bronco – serie TV, un episodio (1960)
- Hawaiian Eye – serie TV, 2 episodi (1960)
- Peter Gunn – serie TV, episodio 2x30 (1960)
- Lotta senza quartiere (Cain's Hundred) – serie TV, un episodio (1961)
- Thriller – serie TV, episodio 2x19 (1962)
- Ben Casey – serie TV, episodio 2x07 (1962)
- Il mio amico marziano (My Favorite Martian) – serie TV, 2 episodi (1963-1964)
- Il virginiano (The Virginian) – serie TV, episodio 1x16 (1963)
- The Beverly Hillbillies – serie TV, 2 episodi (1963)
- Il carissimo Billy (Leave It to Beaver) – serie TV, un episodio (1963)
- La legge del Far West (Temple Houston) – serie TV, episodio 1x02 (1963)
- The Joey Bishop Show – serie TV, un episodio (1963)
- The Jack Benny Program – serie TV, un episodio (1964)
- Gli uomini della prateria (Rawhide) – serie TV, episodio 6x29 (1964)
- My Living Doll – serie TV, episodi 1x03-1x04 (1964)
- Mona McCluskey – serie TV, 26 episodi (1965-1966)
- I mostri (The Munsters) – serie TV, un episodio (1965)
- The Mothers-In-Law – serie TV, 56 episodi (1967-1969)
- La fattoria dei giorni felici (Green Acres) – serie TV, un episodio (1967)
- Quella strana ragazza (That Girl) – serie TV, un episodio (1967)
- Love, American Style – serie TV, 3 episodi (1970-1972)
- Ciao Debby! (The Debbie Reynolds Show) – serie TV, un episodio (1970)
- Paris 7000 – serie TV, un episodio (1970)
- Strega per amore (I Dream of Jeannie) – serie TV, un episodio (1970)
- A piedi nudi nel parco (Barefoot in the Park) – serie TV, un episodio (1970)
- La famiglia Partridge (The Partridge Family) – serie TV, un episodio (1971)
- Difesa a oltranza (Owen Marshall, Counselor at Law) – serie TV, un episodio (1972)
- Call Her Mom – film TV (1972)
- Temperatures Rising – serie TV, un episodio (1973)
- Griff – serie TV, un episodio (1973)
- Project UFO – serie TV, un episodio (1978)
- Dennis the Menace in Mayday for Mother – film TV (1981)
- Dallas – serie TV, 4 episodi (1981)
- Visite a domicilio (House Calls) – serie TV, un episodio (1982)

## Doppiatori italiani
- Renato Turi in Artisti e modelle, Il giullare del re, Bravados
- Gualtiero De Angelis in Il sonno nero del dottor Satana, Adorabile infedele
- Gianfranco Bellini in Rapsodia in blu
- Bruno Persa in Quel certo non so che
- Nino Pavese in I giovani leoni
- Stefano De Sando in Il calice d'argento (ridoppiaggio)